# Biosocialité
La biosocialité est une notion proposée en 1978 par l'anthropologue américain Paul Rabinow,, afin de « décrire les dynamiques selon lesquelles se forment des groupes d'individus qui se caractérisent à la fois selon des particularités biologiques partagées et des critères sociaux, et de penser leur renforcement mutuel ».